# Topcon

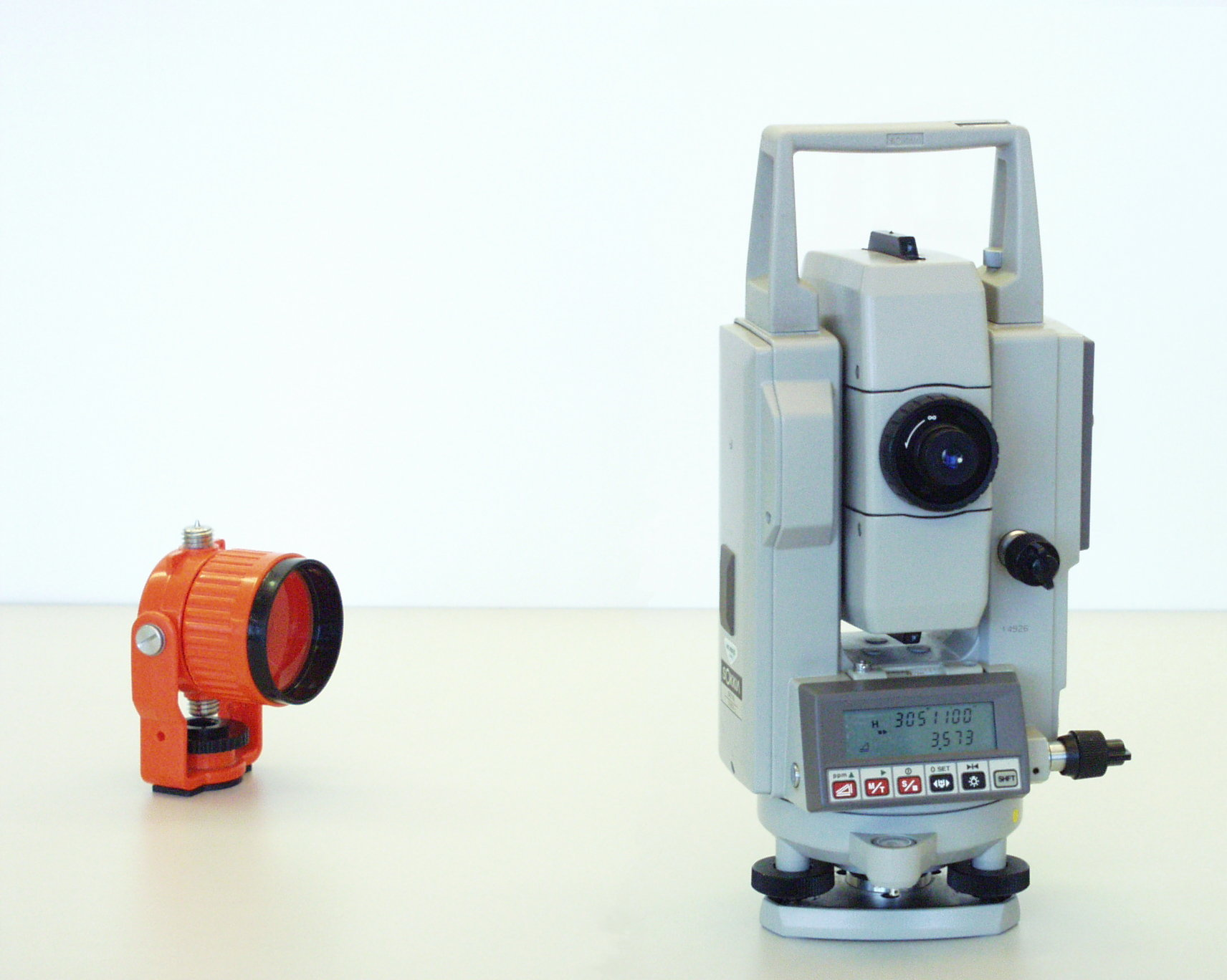
Elektronisches Tachymeter und Tripelprisma von SOKKIA

Topcon (Tokyo OPtikal COmpany Nippon) ist ein japanisches Unternehmen im Bereich der Optik. Die 1932 gegründete Firma gehört inzwischen zu den Weltmarktführern im Bereich der Herstellung von geodätischen Messinstrumenten. Schon in den 1970er Jahren ist Topcon auch im Bereich der Refraktometer bekannt.
1969 wurde für Optik das Tochterunternehmen Optonexus gegründet. Zu seinen Kunden zählen nach eigenen Angaben unter anderem Canon, Olympus, Kyocera Optec, Tamron und Nikon.
Seit 2008 gehört das Unternehmen Sokkia zur Topcon-Gruppe.
Topcon bietet GPS-basierte Steuerungssysteme für landwirtschaftliche Fahrzeuge an. Dazu gehört ein Testgelände bei Modena.
2015 trennte sich Toshiba von seinen Topcon-Anteilen.
2016 beschäftigte Topcon 4.459 Mitarbeiter, 2019 ist die Zahl auf 4.932 angewachsen.

## Kameras (bis 1980)
Topcon stellte bis 1980 Kameras her. 1950 wurde die zweiäugige Mittelformat-Spiegelreflexkamera Topcoflex hergestellt.
1957, zwei Jahre vor Nikon und ein Jahr vor Minolta, seine erste 35-mm-Spiegelreflex R. Der Objektivanschluss ist mit dem Exakta-Innenbajonett kompatibel. Topcon stellte auch die erste Kamera mit Offenblendmessung vor.
Bemerkenswert ist auch die Topcon-Spiegelreflexkamera RE-Super, die bereits 1963 über eine Innenmessung verfügte. Sie war für professionelle Ansprüche ausgelegt, hatte wie die Nikon F einen Wechselsucher und einen Motoranschluss; der dazu angebotene Motorantrieb hatte eine Rückspulfunktion. Als Zubehör gab es eine Langfilmrückwand sowie eine Reihe von Objektiven und Nahzubehören. Die Kamera erlangte einige Beachtung, da die US Navy sie nach umfangreichen Tests als Standardausrüstung wählte (statt beispielsweise der bekannteren Nikon F oder einem Leica-Modell). Von der RE-Super wurden bis 1971 80.000 Stück produziert (Nikon F zehnfache Menge im selben Zeitraum).
Von 1972 bis 1974 wurde die Unirex EE gebaut (etwa 20.000 Stück).
Etwa ab 1973 wurde die Spiegelreflexkamera Topcon IC-1 AUTO produziert; das „IC“ steht für „Integrated Circuit“ – Integrierter Schaltkreis –, der die Blendenautomatik der Topcon steuert.
2003 und 2016 legte die japanische Firma Cosina ein 1,4/ 58-mm-Objektiv unter der Bezeichnung Nokton auf. Bei diesem Objektiv wurde auf den Topcon-Aufbau zurückgegriffen.

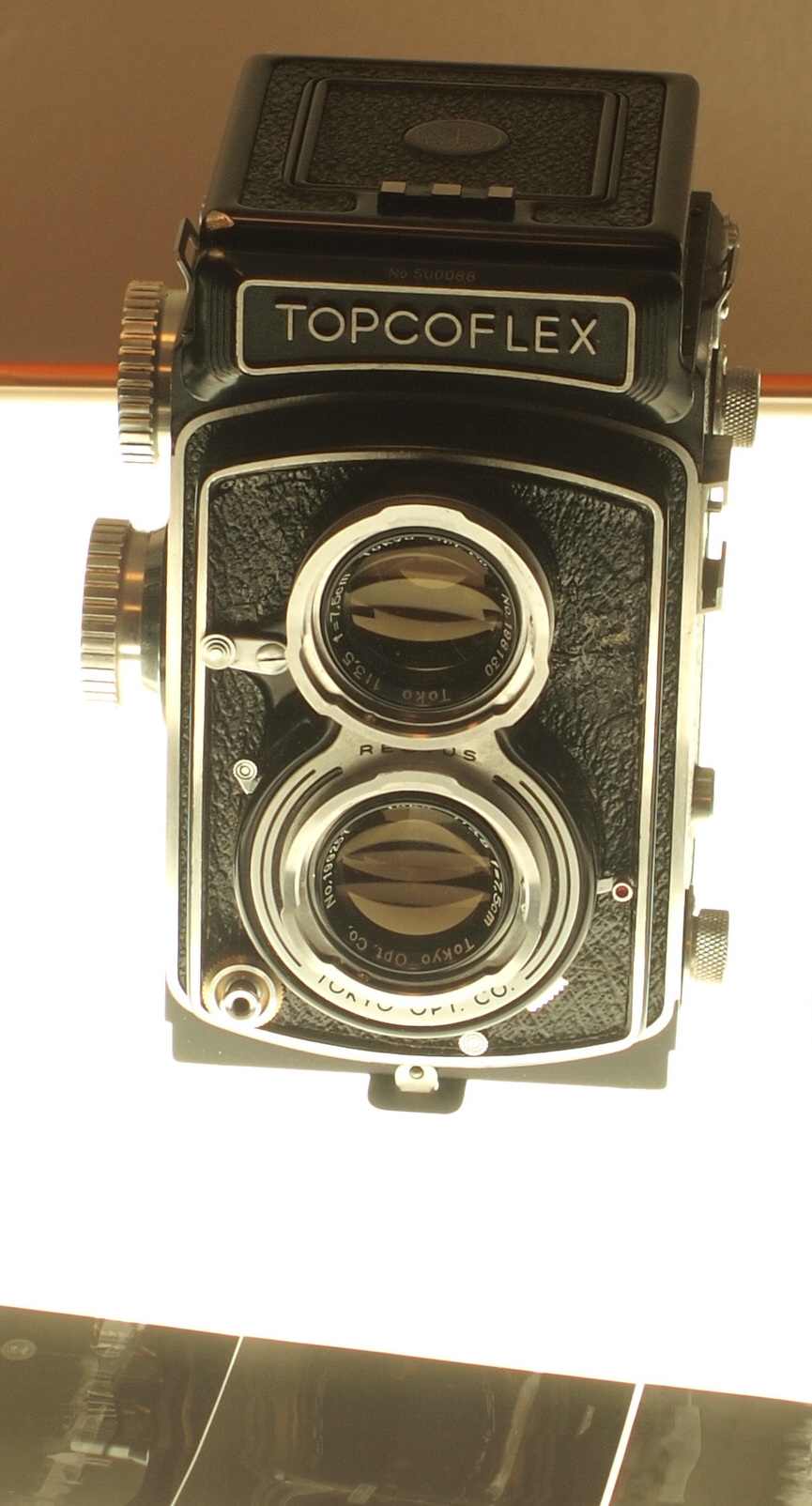
Die Topcoflex der 1950er Jahre
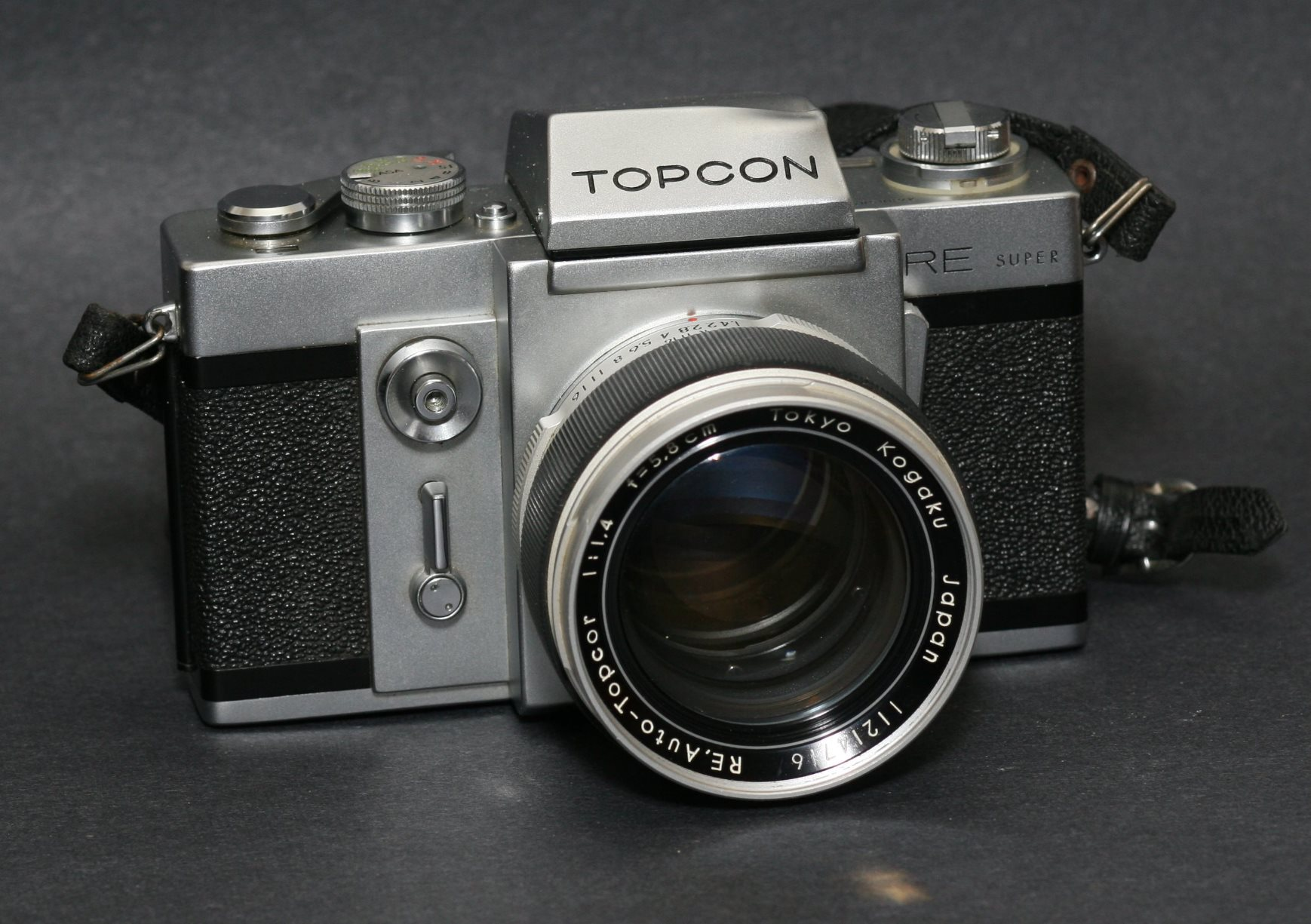
Die Topcon RE-Super (1963–1971)
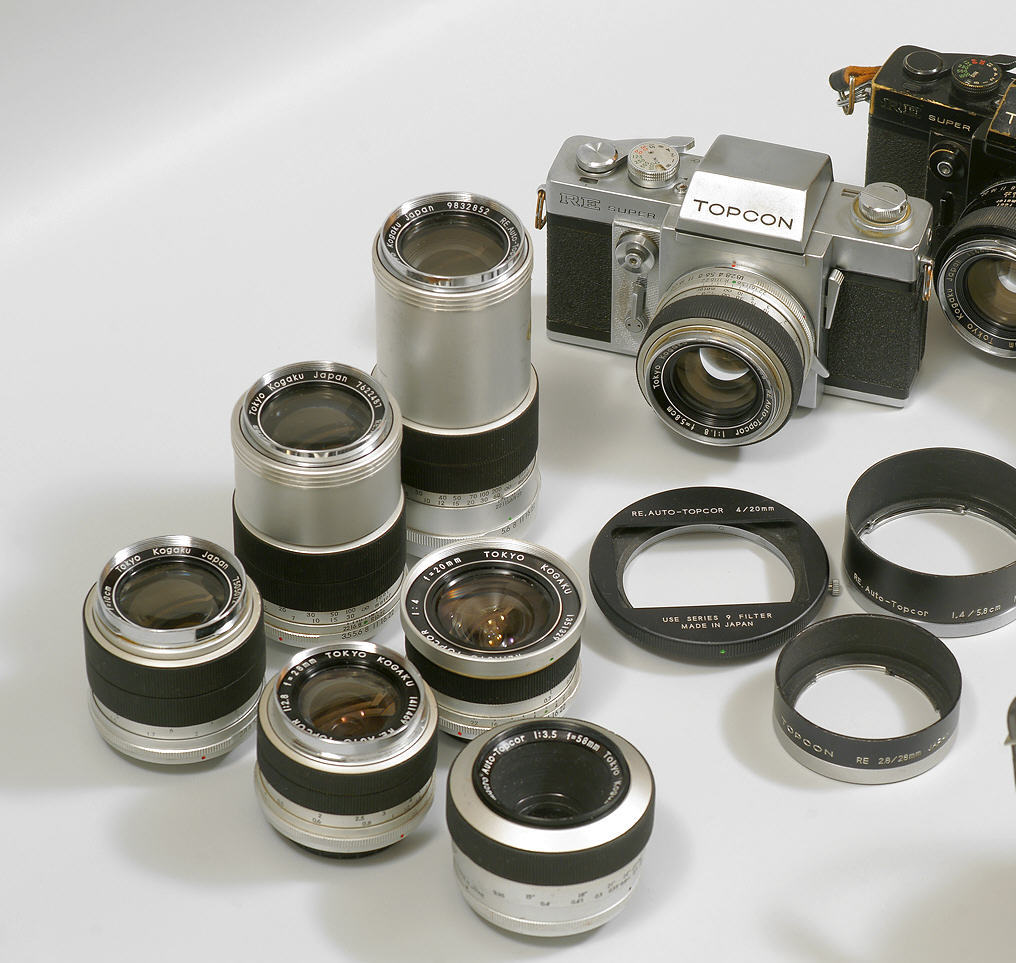
Topcon Objektive mit RE-Super